# Festuca duvalii
Festuca duvalii là một loài thực vật có hoa trong họ Hòa thảo. Loài này được (St.-Yves) Stohr mô tả khoa học đầu tiên năm 1955.